# HMS Emperor of India
HMS Emperor of India (1913) (Его Величества Корабль «Император Индии») — последний британский Линкор типа «Айрон Дюк». Первоначально был назван "Дели", но позже переименован в честь английского короля Георга V, который был также Императором Индии. Единственный из серии не принимал участие в Ютландском сражении, так как в это время находился в доке на текущем ремонте. Продан на слом в 1932 году.

## Служба
«Император Индии» был заложен 31 мая 1912 в Барроу-ин-Фернесс на фирме Виккерс, спущен на воду 27 ноября 1913 и вступил в состав флота 10 ноября 1914.

### Первая мировая война
Вступив в строй, «Император Индии» присоединился к Первой эскадре линкоров Гранд Флита, базирующегося в Скапа-Флоу. «Император Индии» позже был переведен в Четвёртую эскадру линкоров, где он стал флагманом контр-адмирала А.Л. Даффа. Король Георг V посетил «Император Индии» в июле 1915 во время смотра Флота в Скапа-Флоу.
В 1916 линкор находился в ремонте в Инвергордоне. В 1917 «Император Индии» заменил однотипный линкор «Мальборо» в качестве флагмана 1-й эскадры Гранд Флита.

### Послевоенный период
«Император Индии» участвовал в интернировании немецкого Флота Открытого моря в ноябре 1918. Корабль пережил сокращение Королевского флота после Первой мировой войны и в 1919 году присоединился к Средиземноморскому Флоту.
В марте 1920 года участвовал в Новороссийской эвакуации Вооруженных Сил Юга России, вёл обстрел наступающей на Новороссийск Красной Армии из орудий главного калибра.
22 марта 1920 года по старому стилю, после назначения генерала П. Н. Врангеля Главнокомандующим ВСЮР, бывший главком генерал А. И. Деникин вместе с начальником штаба И. П. Романовский вышли на английском линейном корабле «Emperor of India» из Феодосии в Константинополь.
«Император Индии» был списан в 1929 и потоплен как корабль-мишень 1 сентября 1931. Был поднят в следующем году и продан на слом 6 февраля 1932.